# Indústria madeireira

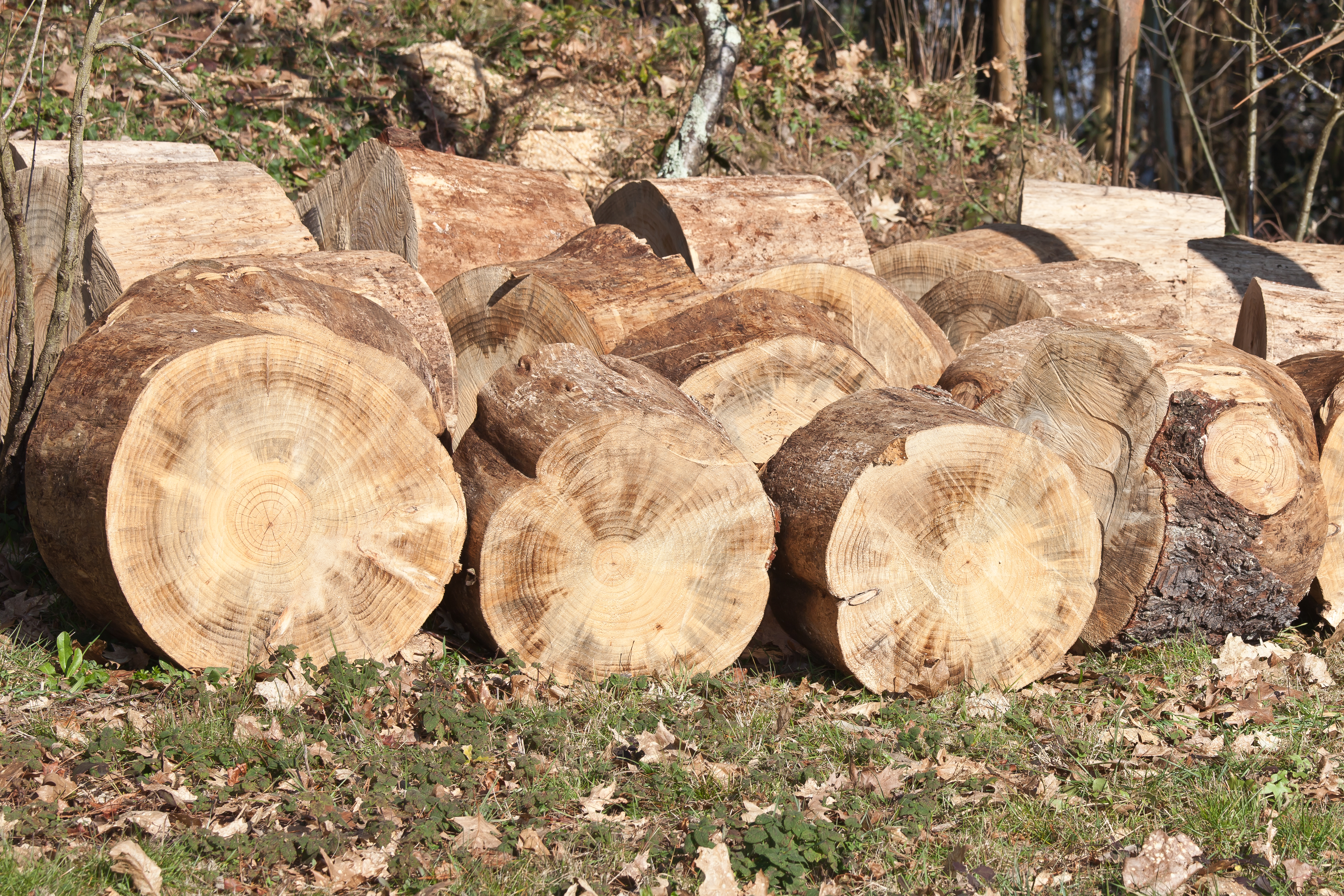
Toras de eucalipto em Oroso, na Galiza

A indústria madeireira é o ramo da indústria voltado ao processamento da madeira. Inclui o plantio ou extração, o corte, o armazenamento, o tratamento bioquímico, a modelagem e a finalização. O produto final desta atividade pode ser a construção civil, a fabricação de móveis ou a obtenção de celulose para a fabricação do papel, entre outros derivados da madeira. A indústria madeireira é um setor muito forte em países como o Brasil, a Malásia e a Indonésia, além de vários países do Leste Europeu.

## No Brasil
No Brasil, existe certificação para a madeira que é plantada, cortada e processada legalmente. A legislação ambiental brasileira prevê condições de uso e os tipos de árvores que podem ser industrializados. A extração, o comércio e o processamento de madeira oriunda de matas nativas são considerados crimes ambientais.